# Priscila y Aquila
Priscila ( /prɪsɪlə/; en griego: Πρίσκιλλα, Priskilla o Priscila) y Áquila ( /ˈækwɪlə/; en griego: Ἀκύλας, Akylas) fueron un matrimonio del siglo I descrito en el Nuevo Testamento. Aquila figura tradicionalmente entre los Setenta discípulos. Vivieron, trabajaron y viajaron con el apóstol Pablo, quien los describió como sus "colaboradores en Cristo Jesús" (NASB).
La Iglesia católica conmemora a Santa Priscila el 18 de enero y conmemora a San Áquila el 8 de julio.
Priscila y Aquila son descritos en el Nuevo Testamento como una presencia que fortaleció a las  primeras iglesias cristianas. Pablo fue generoso en su reconocimiento y agradecimiento hacia ellos (NVI). Juntos, se les atribuye el mérito de instruir a Apolos, uno de los principales evangelistas del siglo I, y "[explicarle] con mayor exactitud el camino de Dios" (Hechos 18:26).
Algunos piensan que es posible, a la luz de su aparente prominencia, que Priscila ocupara el cargo de presbítera. También se piensa por algunos que es la autora anónima de la Epístola a los Hebreos.